# North Kingstown
North Kingstown ist eine Stadt im Washington County, Rhode Island, Vereinigte Staaten. Das U.S. Census Bureau hat bei der Volkszählung 2020 eine Einwohnerzahl von 27.732 ermittelt. 

## Geographie
North Kingstown liegt an der Westküste der Narragansett Bay etwa 30 Kilometer südwestlich von Providence am Südrand der Providence Metropolitan Area, eines Ballungsraumes an der Atlantikküste mit 1,5 Millionen Einwohnern rund um Providence, etwa 40 km südwestlich von Boston und 200 km nordöstlich von New York.
Das Stadtgebiet hat eine Fläche von 151,1 km², ein Viertel davon umfasst einen Anteil an der Narragansett Bay. Die mittlere Höhe beträgt 25 m über dem Meeresspiegel. Aufgrund der Besonderheiten der Verwaltungsgliederung von Neuengland liegen mehrere Dörfer im Stadtgebiet von North Kingstown, darunter Belleville, La Fayette und Wickford.
Im Westen des Stadtgebiets besteht Anschluss an die Rhode Island State Route 4, die parallel der Küste verläuft und bei East Greenwich auf die Interstate 95 trifft. Ebenfalls im Westen der Stadt führt die historische Nordostlinie der Amtrak vorbei. Quonset State Airport liegt etwa fünf Kilometer nordöstlich des Stadtzentrums.

## Bevölkerung
Die Bevölkerungszahl betrug 26.486 bei der Volkszählung 2010. Fast 95 % der Einwohner waren Weiße, der restliche Anteil verteilte sich auf verschiedene Volksgruppen. Das Pro-Kopf-Einkommen betrug 28.139 US-Dollar, etwa 16 % der Bevölkerung lebte unter der Armutsgrenze.

### Persönlichkeiten
- Gilbert Stuart (1755–1828), Maler
- Margaret Jane Dee Dee Myers (* 1961), Pressesprecherin des Weißen Hauses, im Ortsteil Quonset Point geboren
- Elizabeth Beisel (* 1992), Schwimmerin, lebt in North Kingstown

## Geschichte
Das Land der späteren Stadt war ursprünglich von den Narraganset bewohnt. 1674 wurde im südlichen Rhode Island Kings Town gegründet, dessen großes Verwaltungsgebiet auch die späteren Städte South Kingstown und North Kingstown umfasste. 1723 wurde South Kingstown als eigene Verwaltungseinheit von North Kingstown abgetrennt.
North Kingstown erwarb sich aufgrund der zahlreichen natürlichen Häfen und Stränden schon früh einen Ruf als Hafenstadt und war ein beliebter Ort für Sommerfrische. Wie in vielen Gebieten Rhode Islands bot die durch zahlreiche Wasserläufe verfügbare Wasserkraft Gelegenheit zur Entwicklung einer Textilindustrie. Darüber hinaus führte die Lage an der strategisch wichtigen Südwestküste der Narragansett Bay in Zusammenhang mit den natürlichen Häfen zur Ansiedlung von Abteilungen der United States Navy in Quonset Point und Davisville. Der Stützpunkt in Quonset Point bestand bis 1973.

## Sehenswürdigkeiten

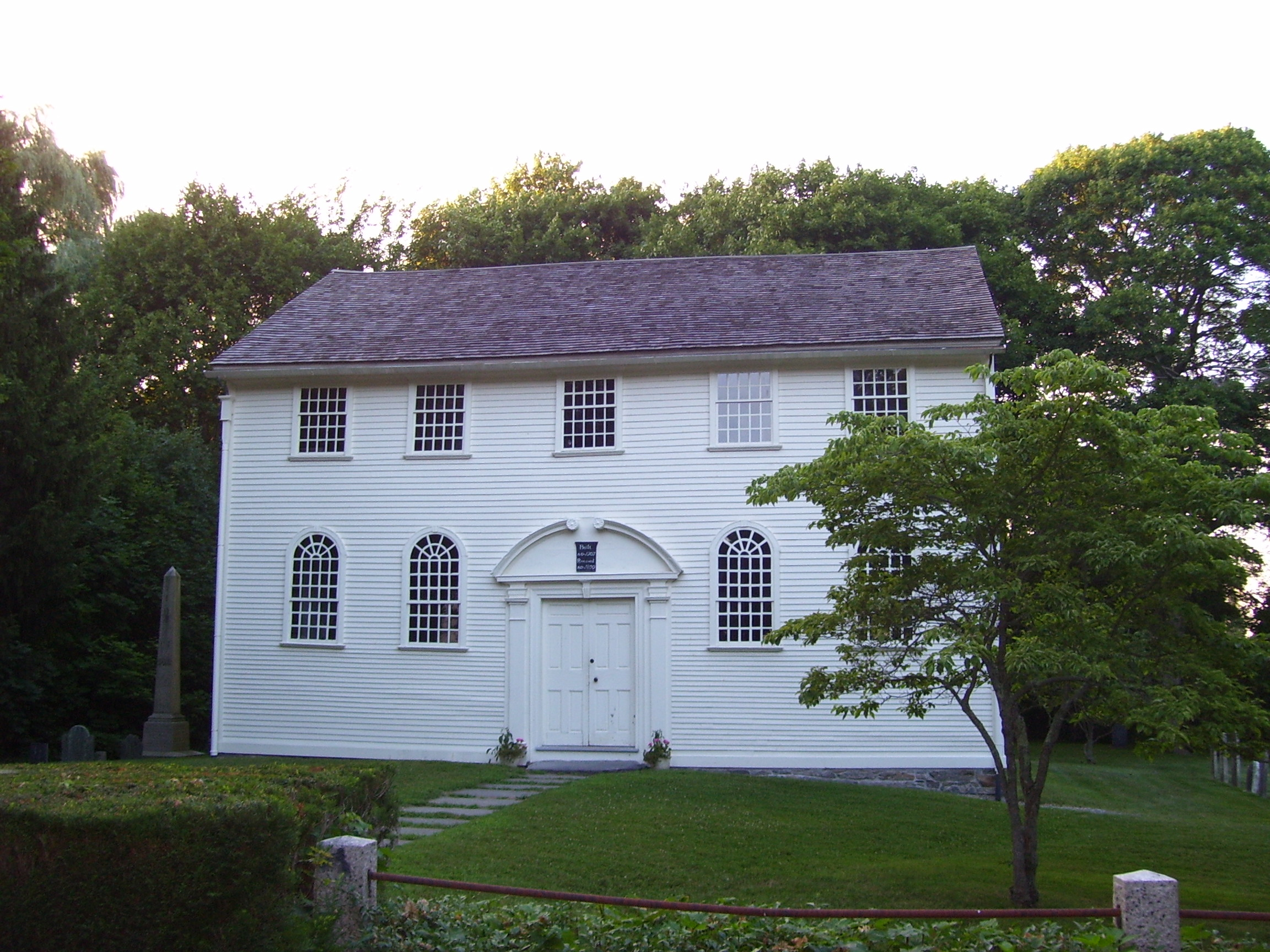
Old Narragansett Church, erbaut 1707, ist die älteste Episkopalkirche in Neuengland

Der berühmte amerikanische Porträtmaler Gilbert Stuart wurde in Saunderstown im Süden von North Kingstown geboren. 
Im Stadtgebiet befinden sich wegen der langen Geschichte von Rhode Island als eines der frühesten amerikanischen Siedlungsgebiete zahlreiche National Historic Places, darunter das Geburtshaus von Gilbert Stuart, die 1707 erbaute Old Narragansett Church – die älteste Episkopalkirche in Neuengland – und einige historische Gebäudeensembles, allen voran Wickford Village mit einer großen Gebäudegruppe im Kolonialstil.